# The Sound of Simmetry
The Sound of Simmetry è il primo e unico EP del gruppo musicale statunitense Sky Eats Airplane, pubblicato il 13 aprile 2010 dalla Equal Vision Records.
È stato realizzato dopo l'uscita dalla formazione di gran parte dei componenti del gruppo, lasciando i soli Lee Duck e Zack Ordway (entrambi chitarristi e tastieristi) gli unici membri presenti sia nel secondo e ultimo album Sky Eats Airplane che nell'EP.

## Tracce
Testi e musiche di Lee Dauck e Zack Ordway.
1. The Contour – 3:48
2. Sound of Symmetry – 4:02
3. Motion Sickness – 3:15

## Formazione
- Bryan Zimmerman – voce
- Lee Duck – chitarra solista, tastiera, sintetizzatore, programmazione, voce secondaria
- Zack Ordway – chitarra ritmica, tastiera, programmazione
- Elliot Coleman – basso, voce secondaria
- Travis Orbin – batteria, percussioni